# カワイアハオ教会

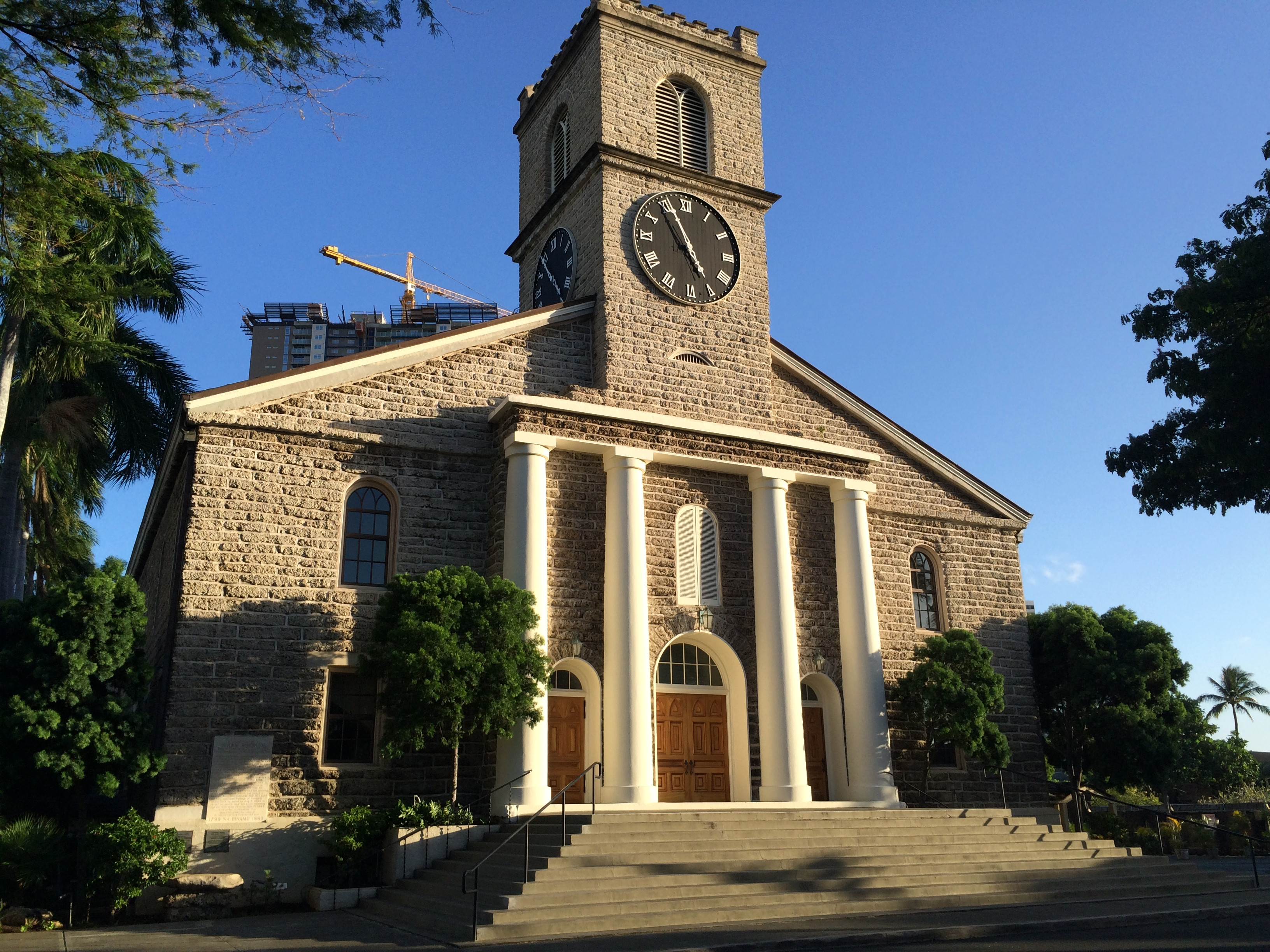
カワイアハオ教会の外観

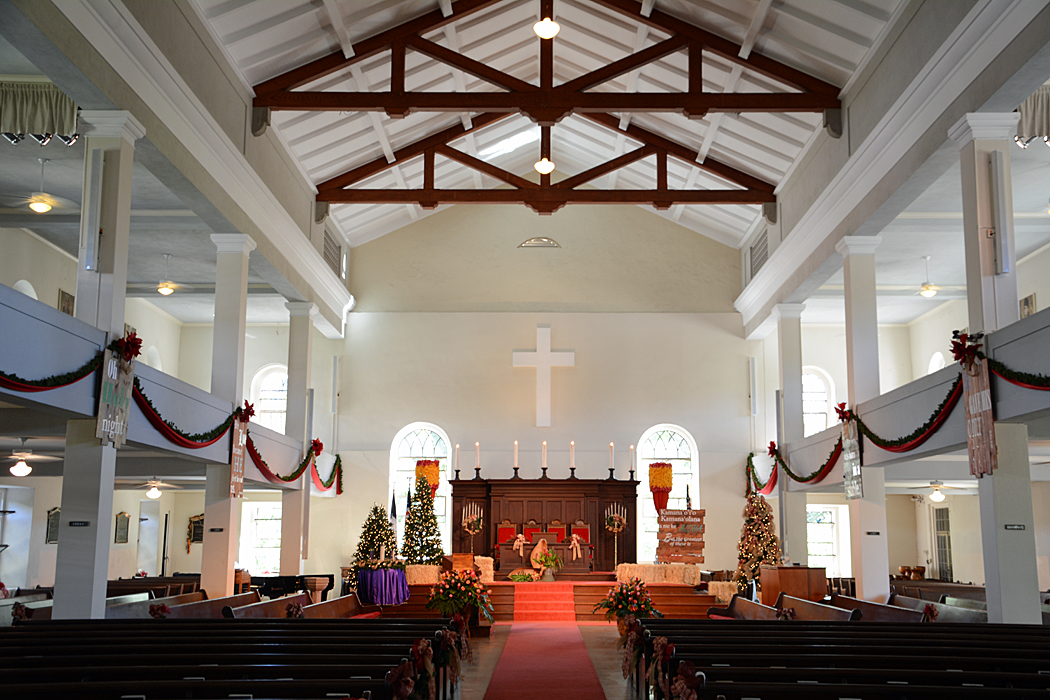
カワイアハオ教会の内部

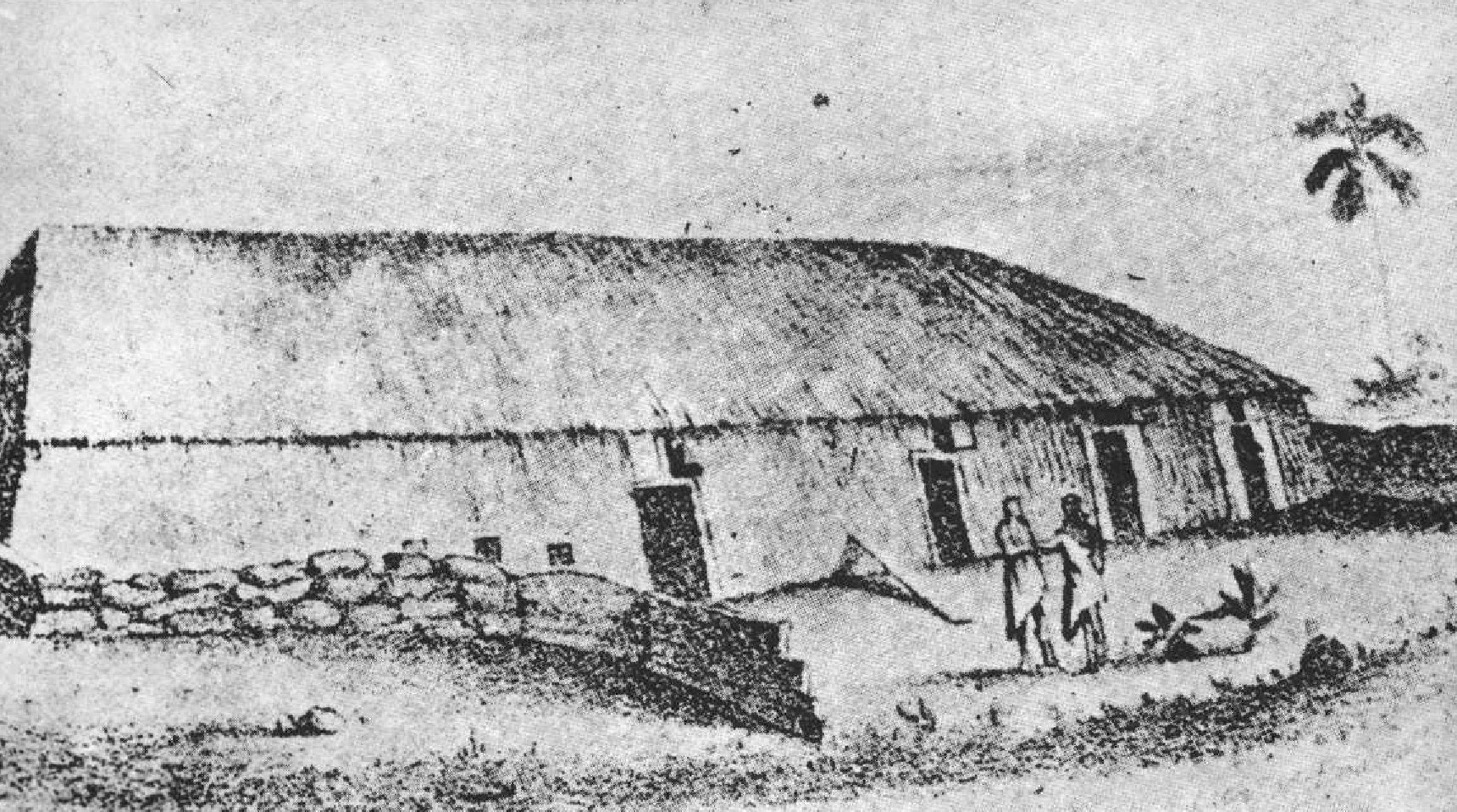
1828年に完成した4回目の草ぶきのカワイアハオ教会

カワイアハオ教会（カワイアハオ教会、英語: Kawaiaha'o Church）は、アメリカ合衆国ハワイ州のオアフ島ホノルル市内の中心部にあるプロテスタント教会で、1836から1842年にかけて建てられたものである。ハワイ宣教センター歴史サイト（Hawaiian Mission Houses Historic Site and Archives）と共に、1962年にはアメリカ合衆国国定歴史建造物に指定されて、1966年にはアメリカ合衆国国家歴史登録財に登録されている。
ハワイで一番古い教会のひとつで、一番古い教会はハワイ島のモクアイカウア教会である。両教会共に、会衆派の教会である。

## 概要
カワイアハオ教会はカメハメハ大王の死後、彼の妻のカアフマヌ摂政の命で、カメハメハ2世および3世の時代に、オアフ島ホノルル北緯21度18分15秒 西経157度51分28秒 / 北緯21.3043度 西経157.8579度座標: 北緯21度18分15秒 西経157度51分28秒 / 北緯21.3043度 西経157.8579度に建設された。宣教団体のアメリカン・ボードから派遣されて、ハワイ島のモクアイカウア教会を創始したエイサ・サーストン牧師（Asa Thurston）と同じ船で1820年に着いたハイラム・ビンガム牧師（Hiram Bingham）の設計で、ニューイングランド形式の教会である。1836年から1842年にかけて建設されて、沢山のサンゴの岩を海中から運んで建てられた。
当時、カトリックの平和の聖母大聖堂もホノルルに建設されていて、それは1840年に建設が始まり、1843年に完成している。カワイアハオ教会に遅れるところ、1年である。
カワイアハオ（「（この土地の持ち主の）ハオ女酋長の水」というような意味）という名称は、1853年まで使われなかった。
カワイアハオ教会へは、カメハメハ王朝、それに続くカラカウア王朝の貴族たちがしばしば訪れている。2階のガラリーには、こうした貴族たち12人の肖像が飾られている。ルナリロ王は父と一緒に、この教会の前庭に葬られている。
ハワイ王朝の王族が全て、カワイアハオ教会と関係した訳ではない。カメハメハ4世と妻のエマ（Emma）は聖公会の熱心な信者で、ハワイ聖公会を設立して、それが今日は米国聖公会の一部となっている。彼らは聖アンデレ大聖堂の建設を進め、そこをカワイアハオ教会の代わりに王族の礼拝場所とした。カメハメハ5世、カラカウア、ハワイ王朝最後の女王リリウオカラニも、すべて聖アンデレ大聖堂を使っている。ただしリリウオカラニはカワイアハオ教会の聖歌隊を指揮したので、亡くなった時にはカワイアハオ教会で葬儀を行い、イオラニ宮殿に葬られた。

## 参照
1. ↑  History ()
2. ↑  The Hawaiian gazette., November 20, 1917, Page 2, Image 2